# International Journal of Applied Mathematics and Computer Science
International Journal of Applied Mathematics and Computer Science – czasopismo naukowe o zasięgu międzynarodowym, wydawane od roku 1991 przez Uniwersytet Zielonogórski przy współpracy z De Gruyter Poland (Sciendo) oraz w latach poprzednich z Lubuskim Towarzystwem Naukowym, pod auspicjami Komitetu Automatyki i Robotyki PAN.

## Cel i zakres
Czasopismo prezentuje wyniki interdyscyplinarnych badań naukowych w licznych obszarach związanych z szeroko rozumianą matematyką stosowaną i informatyką techniczną, obejmujących w szczególności:
- współczesną teorię i praktykę sterowania,
- techniki sztucznej inteligencji i ich zastosowania,
- matematykę stosowaną i metody optymalizacji matematycznej,
- metody matematyczne w naukach technicznych, informatyce i inżynierii medycznej.

## Rada wydawnicza
- Redaktor Naczelny: prof. dr hab. inż. Józef Korbicz, czł. rzecz. PAN,
- Zastępca: prof. dr hab. inż. Dariusz Uciński,
- Członkowie: ponad 50 naukowców z ośrodków w Polsce, Europie, Ameryce oraz Azji.

## Indeksacja (wybrane)
- ACM Digital Library
- Applied Mechanics Reviews
- BazTech
- Clarivate Analytics (dawniej Thomson Reuters) – Journal Citation Reports/Science Edition, Science Citation Index Expanded, Web of Science
- Current Index to Statistics
- DBLP Computer Science Bibliography
- Digital Library of Zielona Góra
- Directory of Open Access Journals
- EBSCO
- Elsevier – Compendex, Engineering Village, SCOPUS
- Google Scholar
- Index Copernicus
- Inspec
- Mathematical Reviews (MathSciNet)
- Polish Digital Mathematics Library (DML-PL)
- ProQuest (wybrane bazy)
- Reaxys
- Referativnyi Zhurnal (VINITI)
- Zentralblatt Math.

## Impact Factor (najnowsze)
- 1,6 (2023)[3]
- 1,9 (2022)[4]
- 2,157 (2021)[5]
- 1,417 (2020)[6]
- 0,967 (2019)[7]
- 1,504 (2018)[8]
- 1,694 (2017)[9]

## Język publikacji
angielski